# Ka-52
Ka-52 (ros. Ка-52, oznaczenie NATO „Hokum B”) – rosyjski, dwumiejscowy śmigłowiec szturmowy, którego projekt powstał w 1987 roku w Związku Radzieckim, znany również pod kryptonimem Alligator (ros. Аллигатор). Ka-52 stanowi rozwinięcie jednomiejscowego projektu biura konstrukcyjnego Kamowa Ka-50 o zmodyfikowanym przeznaczeniu – miejsce dla drugiego członka załogi zostało dodane w celu uczynienia z Ka-52 śmigłowca dowodzenia i organizowania pola walki, bez zmniejszania przy tym jego możliwości aktywnego prowadzenia ognia w każdych warunkach pogodowych.

## Historia

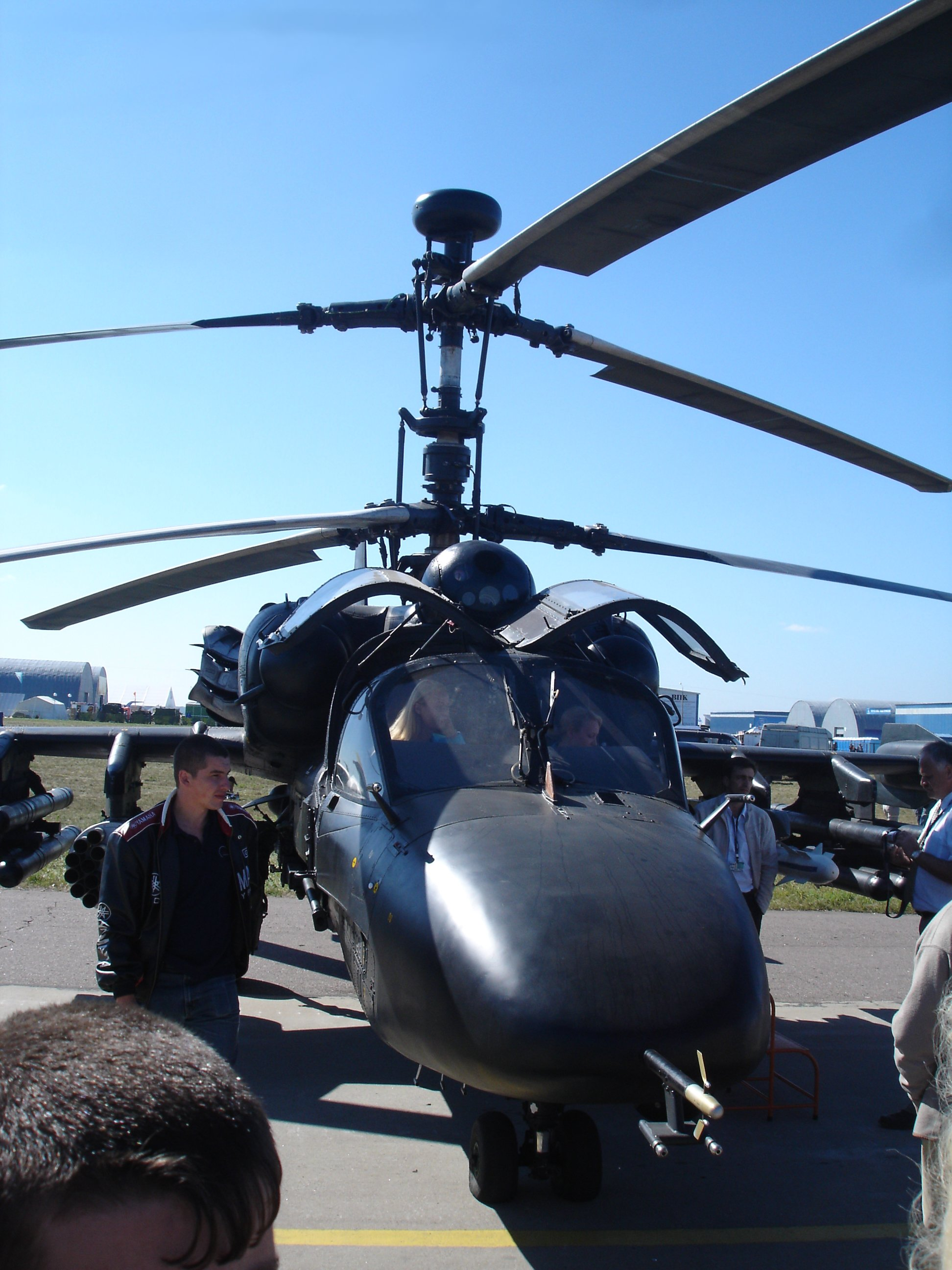
Ka-52 na pokazach lotniczych MAKS 2005

Pod koniec lat 80 XX wieku, podczas gdy w Związku Radzieckim trwał konkurs na śmigłowiec bojowy nowej generacji, następcę Mi-24, dowództwo Sił Powietrznych ZSRR, wzorując się na rozwiązaniach amerykańskich, zgłosiło zapotrzebowanie na śmigłowiec rozpoznania pola walki, którego zadania skupiałyby się na wyznaczaniu celów dla grupy śmigłowców bojowych. W przeciwieństwie jednak do OH-58 Kiowa, które wypełnia wspomniane funkcje dla AH-64D Apache Longbow, śmigłowiec radziecki miał być w stanie włączyć się do bezpośredniej walki na równi z dowodzonymi przez siebie maszynami grupy. Konstruktorzy z Biura Konstrukcyjnego N.Kamowa, lansujący w tym czasie koncepcję jednomiejscowego Ka-50 (o znacznym stopniu automatyzacji, bez konieczności korzystania z drugiego pilota/operatora uzbrojenia), doszli do wniosku, że postawione wymagania znakomicie spełniałby wariant dwumiejscowy nowego śmigłowca. Prace nad nową maszyną, która miała dodatkowo przenosić bogatsze wyposażenie i uzbrojenie niż Ka-50, ruszyły z początkiem roku 1987. Projekt oznaczono jako W-80Sz-2, co wyraźnie odnosiło się do trwających już prac nad 'nocną' modyfikacją Ka-50: Ka-50Sz Ночная Акула (Nocznaja Akuła). Ka-52, w przeciwieństwie do Akuły, był więc już na etapie projektu wstępnego przewidziany jako śmigłowiec zdolny do operowania w nocy.
Po rozpadzie Związku Radzieckiego, z powodu narastającego kryzysu finansowego, prace nad wszystkimi projektami nowych rosyjskich śmigłowców uległy spowolnieniu. Ka-50 i Mi-28 były jednak produkowane w niewielkiej liczbie egzemplarzy, podczas gdy pierwszy prototyp Ka-52 o numerze bocznym 061 (będący przeróbką seryjnego Ka-50 n/b 021) wzniósł się w powietrze dopiero w roku 1997. Intensywne próby na tym egzemplarzu trwały od czerwca 1997. Produkcja seryjna Ka-52 rozpoczęła się w roku 2008.

## Opis konstrukcji
Ka-52 Aligator to ciężki śmigłowiec bojowy, którego maksymalna masa startowa wynosi 11 300 kg (a więc plasuje się pomiędzy Ka-50 a Mi-28). Konstrukcja wykorzystuje układ dwóch współosiowych przeciwbieżnych wirników nośnych (charakterystyczny dla wszystkich śmigłowców z OKB Kamowa), każdy o trzech łopatach z materiału kompozytowego. Śmigłowiec nie posiada śmigła ogonowego. Głowice wirników składają się z elastomerowych elementów skrętnych, co pozwoliło na redukcję liczby przegubów do jednego. W porównaniu do Ka-50 przeprojektowany został jedynie przód kadłuba, dlatego też zgodność konstrukcji Ka-50 i Ka-52 wynosi 80%. W celu uniknięcia nadmiernego wzrostu ciężaru, redukcji w stosunku do Akuły uległo opancerzenie kabiny oraz zapas amunicji do działka (z 460 do 240 naboi). Między innymi z tych samych powodów konstruktorzy zastosowali układ kabiny z siedzeniami obok siebie, co upraszcza współdziałanie obydwu pilotów i umożliwia obniżenie masy kabiny w stosunku do układu tandem, bowiem część instrumentów jest wspólna i nie wymaga powielenia dla drugiego członka załogi. Należy jednak podkreślić, że jest to rozwiązanie niestandardowe dla śmigłowców bojowych, a Siły Zbrojne Federacji Rosyjskiej miały do niego kilka zastrzeżeń. Główną jego wadą jest fakt, że w przypadku rozerwania w kabinie pocisku rażona jest cała załoga śmigłowca.
Ewenementem konstrukcyjnym na skalę światową jest zastosowanie na śmigłowcach rodziny Ka-50/52 foteli wyrzucanych. To model KAS K-37-800 klasy zero-zero, zaprojektowany i produkowany w NPP Zwiezda, który od lat dostarcza wysokiej klasy fotele dla rosyjskich myśliwców Su oraz MiG. Wystrzelenie pilotów możliwe jest dzięki systemowi uprzedniego odstrzeliwania łopat wirników, a fotele wykonane są z odpornych na ostrzał materiałów kompozytowych, podobnie zresztą jak łopaty i część kadłuba śmigłowca.
Napęd śmigłowca stanowią dwa silniki turbowałowe Klimow TW7-117WK o mocy 1640 kW każdy, a więc te same, które napędzają model jednomiejscowy. Przy wzroście masy własnej śmigłowca powoduje to spadek osiągów: pułap zawisu zmniejszył się z 4000 do 3600 m, a prędkość wznoszenia na wysokości 2500 m wynosi 8 m/s (w stosunku do 10 m/s dla Ka-50). Nadal jednak, dzięki zastosowaniu układu dwuwirnikowego, śmigłowiec może pochwalić się prędkością lotu poziomego przewyższającą osiągi śmigłowców o układzie klasycznym (w tym AH-64 Apache). Przy projektowaniu usytuowania zespołu napędowego konstruktorzy położyli nacisk na jego niezawodność i odporność na uszkodzenia. Silniki umieszczone są po bokach kadłuba tak, że tylko jeden z nich może ulec zniszczeniu od pojedynczego trafienia. Układ wydechu wyposażony jest w znane z Mi-24 osłony EWU, powodujące przyspieszone mieszanie gazów wylotowych z powietrzem i kierowanie ich w strumień zaśmigłowy wirnika, co utrudnia naprowadzanie pocisków termolokacyjnych. Układ przeniesienia napędu śmigłowca, jako element konstrukcji wrażliwy na ostrzał, zajmuje relatywnie niewielką przestrzeń sekcji dachowej pomiędzy silnikami i przytwierdzony jest do płyty ze stali żarowytrzymałej.
W konstrukcji Ka-52 zastosowano elementy opływowego kadłuba nośnego o przekroju prostokątnym, z dużym statecznikiem pionowym w postaci pojedynczej płetwy oraz skrzydłami z węzłami podwieszeń. Statecznik poziomy umieszczony został mniej więcej w połowie grubej belki ogonowej, która stopniowo zwęża się do płetwy ogonowej. Rozwiązanie takie przeciwdziała interferencji aerodynamicznej wirników nośnych i statecznika. Ma to duże znaczenie na śmigłowcu wysokomanewrowym – oprócz sterowania skokiem okresowym oraz różnicowym skokiem ogólnym wirników konstrukcja Kamowa jest bowiem wyposażona w stateczniki z powierzchniami sterowymi. Należy podkreślić, że układ dwóch wirników Kamowa wymaga dużej pionowej powierzchni ustateczniającej, dlatego też statecznik poziomy zbudowany jest w układzie H (z zakończeniami w postaci pionowych płyt) relatywnie blisko środka masy całej maszyny. Umożliwia to kontynuowanie lotu po odstrzeleniu statecznika pionowego, choć z dużymi utrudnieniami w sterowaniu.
Ka-52 wyposażony jest w podwozie w układzie trójpodporowym z podwójnym kołem przednim oraz pojedynczymi kołami głównymi. Podwozie główne chowane jest w locie w całości do niezakrywanych wnęk kadłubowych; koło przednie chowane jest do połowy, bez owiewki.
Obecnie produkowane egzemplarze mają silniki WK-2500PS z FADEC.
Śmigłowiec jest wyposażony w unikalny system katapultowania załogi. Biuro projektowe NPP Zwiezda opracowało system KAS-37-800M składający się z silnika rakietowego, lekkiego fotela załoganta oraz jego energochłonnego zawieszenia. Ideą systemu jest wystrzelenie członka załogi tuż po odstrzeleniu łopat wirnika. Kolejnym elementem sekwencji katapultowania jest rozkruszenie osłony kabiny za pomocą wtopionego w oszklenie sznura prochowego a następnie wystrzelenie członka załogi z kabiny bez fotela. Załoganci są przymocowani uprzężą do znajdującej za fotelem rakiety prochowej, która posiada dysze odchylające tor ich lotu w ten sposób aby nie doszło do ich wzajemnego zderzenia. Ostatnim elementem sekwencji ratunkowej jest automatyczne otwarcie spadochronu. W przypadku lądowania przymusowego śmigłowca elastyczne zamocowanie foteli znacząco zmniejsza obciążenia działające na organizmy załogi. Pierwsze wykorzystanie systemu w warunkach bojowych miało miejsce prawdopodobnie 20 marca 2022 r., podczas ataku Federacji Rosyjskiej na Ukrainę.

## Uzbrojenie i systemy awioniczne

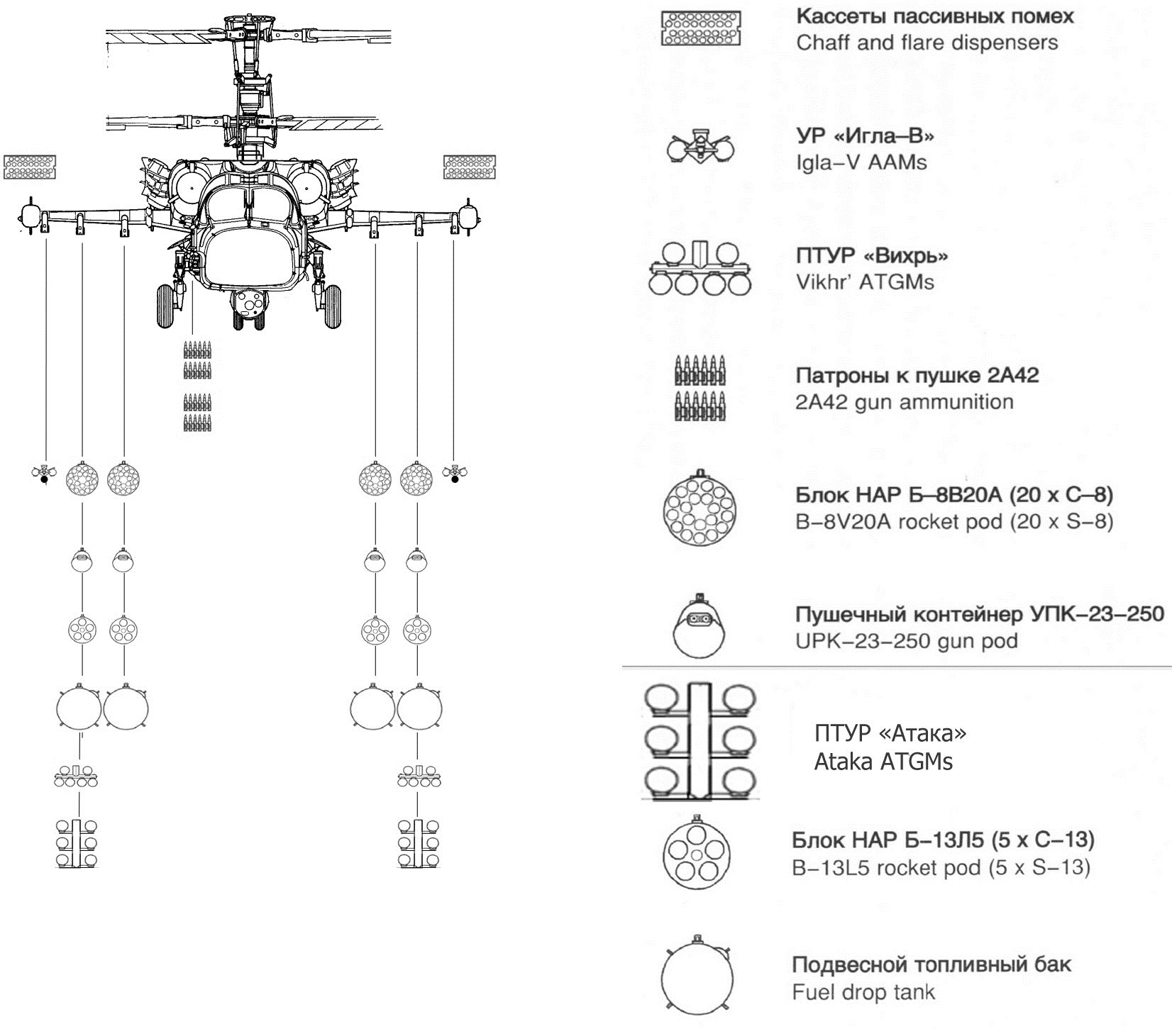
Możliwe konfiguracje uzbrojenia Ka-52

Ka-52 wyposażony jest w wyrafinowane systemy uzbrojenia. Zasadniczą bronią przeciwczołgową jest pocisk kierowany 9K121 Wichr z systemem celowniczym I-251W Szkwał, naprowadzany laserowo. Można ich przenosić do 12. Pozwala skutecznie namierzać i atakować cele z odległości od 5 do 12 km, czyli z docelowego obszaru działania Ka-52 (system Szkwał umożliwia wykrycie czołgu odległego o maksymalnie 10 km, skuteczny zasięg rakiety Wichr wynosi 12 km). Taktyka działania Aligatora zakłada, że nie będzie on operował w promieniu poniżej 5 km od celu, czyli w strefie silnej obrony przeciwlotniczej. Ka-52 może prowadzić rozpoznanie, wskazywać i niszczyć cele z większej odległości. Można także przenosić pociski przeciwpancerne 9M120Ł Ataka o zasięgu 5,8 km, również naprowadzane laserowo. Prowadzone są prace nad zastosowaniem pocisków Hermes lub 9M123 Chrizantiema.
System aktywnego rozpoznania śmigłowca składa się z radaru dopplerowskiego Miecz-U konstrukcji Fazotron oraz stacji optoelektronicznej Samszyt, produkowanej przez UOMZ Jekaterynburg. Miecz-U instalowany na Ka-52 jest rozwinięciem radaru Miecz z Ka-50. On posiada radar fal centymetrowych obserwacji przestrzeni powietrznej i radar fal milimetrowych, służący do obserwacji powierzchni ziemi. Lokator Samszyt jest zbliżony budową do stacji optoelektronicznej KOŁS znanej z MiG-29: ma formę ruchomej kuli ze stabilizowaną żyroskopowo platformą, na której znajduje się ciepłonamiernik, dalmierz laserowy i laserowy kanał naprowadzania pocisków Wichr.
Awionika układów obronnych zintegrowana jest w systemie Płatan. Łączy on trzy stacje ostrzegawcze, wykrywające opromieniowanie śmigłowca wiązką radarową (L150 Pastel), laserową (L140 Otklik) oraz podczerwoną (L136 Mak). Spośród systemów aktywnych zintegrowano w Płatanie stacje zakłóceń w podczerwieni oraz zakłóceń radioelektronicznych, a także wyrzutnie pułapek termicznych i radiolokacyjnych UW-26.
Stałym uzbrojeniem śmigłowca jest 30 mm działko 2A42, jedno z najcelniejszych, ale również najcięższych w swojej klasie. Konstruktorzy umieścili je we wnęce na prawej burcie, w środku ciężkości kadłuba. Z powodu takiego umiejscowienia działko nie mogło być obracane, co wydawało się być minusem w stosunku do konkurencyjnych Mi-28 i AH-64. Działko w stanowisku NPPU-80 może być jedynie ruchome w zakresie 11° w poziomie i 40° w pionie. Bardzo dobra manewrowość śmigłowca rozwiązała niedostatek, a odpowiednikiem automatycznego namierzania celu z Mi-28 jest system pilotujący śmigłowiec tak, by cel pozostawał w celowniku działka. Pilot może wówczas wykonywać manewry okrążające. Zapas amunicji wynosi 470 nabojów.
Taktyka użycia Aligatora przewiduje angażowanie tych śmigłowców w walki powietrzne z innymi śmigłowcami lub samolotami szturmowymi. Do tych celów śmigłowiec może być uzbrojony w kierowane pociski rakietowe krótkiego zasięgu R-73 lub R-74M (w kodzie NATO AA-11 Archer), a także Igła-B (modyfikacja powietrze-powietrze pocisku 9K38). Ka-52 posiada sześć zewnętrznych węzłów podwieszeń podskrzydłowych, pod którymi może również przenosić dodatkowe działka, zasobniki z pociskami niekierowanymi oraz bomby lotnicze i kasetowe. Typowo stosowane są wyrzutnie 20 niekierowanych pocisków rakietowych S-8 kalibru 80 mm.

## Użycie i przyszłość śmigłowca
Pomimo licznych przeszkód natury finansowej, jakie stanęły na drodze projektu Ka-52 w latach 90. XX wieku zapoczątkowana niedawno produkcja seryjna oznacza, że z całą pewnością nie podzieli on losów wielu innych interesujących rosyjskich i radzieckich konstrukcji, które nie wyszły poza stadium prototypu. Przed rokiem 2008 przesłanek do optymizmu dotyczącego produkcji tego statku powietrznego było niewiele: próby śmigłowca przedłużały się, nie wziął on udziału w konflikcie czeczeńskim. Podczas gdy w grudniu 2000 roku kilka Ka-50 zostało przebazowanych na lotnisko w Groznym w ramach BUG (Bojewaja Udarnaja Gruppa), śmigłowcem pełniącym dla nich funkcje rozpoznawcze był zmodernizowany Ka-29. Rzucało się pytanie, czy Ka-52 będzie Rosjanom potrzebny, zwłaszcza że w produkcji był już nowy Ka-60, którego wersja Ka-60R z radarem Miecz i stacją optoelektroniczną Samszyt mogłaby z powodzeniem wykonywać funkcje pełnione w amerykańskich wojskach lądowych przez OH-58 Kiowa.
Ka-52, jako śmigłowiec bardzo podobny do Ka-50, nie wymagał dużych nakładów technicznych do uruchomienia produkcji, co prawdopodobnie uratowało projekt. Ta cecha miała być ewentualnym ratunkiem projektu Ka-50: pomimo że Akuła wygrywała w testach porównawczych w latach 80 XX w. na kolejnych etapach konkursu z konkurencyjnym Mi-28, dowództwo wojsk nie chciało odrzucić projektu OKB Mila, którego dodatkowym argumentem było duże doświadczenie w projektowaniu śmigłowców bojowych. Bardzo prawdopodobne jest, że kamowcy upatrywali w powołaniu Ka-52 szansę na uniknięcie skasowania projektu, któremu poświęcili lata pracy. Ostatecznie okazało się, że jako uzbrojenie przyjęto Ka-52 i Mi-28, porzucając Ka-50.
W ramach wysłania rosyjskich wojsk do Syrii żeby zwalczyć samozwańcze Państwo Islamskie, na wyposażeniu wojsk operacyjnych znalazły się Ka-52. Aktywność bojowa, po raz pierwszy w warunkach wojny, została zarejestrowana 16 marca 2016 roku. Zdjęcia zwiadowcze pokazały w początkowym okresie co najmniej 4 Ka-52.
Wdrażana jest produkcja modelu Ka-52M, nowoczesnej wersji.
Wdrażana jest również produkcja modelu Ka-52K, szturmowego śmigłowca pokładowego wsparcia desantu. Miał on być uzbrojeniem zamówionych we Francji okrętów desantowych typu Mistral, lecz w związku z odmową ich sprzedaży w ramach sankcji nałożonych na Rosję, przeznaczenie to stało się nieaktualne i przyszłość tego wariantu oraz jego produkcja na większą skalę jest niepewna. W styczniu 2015 roku został oblatany demonstrator przebudowany z drugiego prototypu Ka-52, a następnie powstały cztery śmigłowce przedseryjne i prawdopodobnie dwa dalsze przebudowane z Ka-52. Z uwagi na zmiany konstrukcyjne, między innymi wprowadzenie składanych wirników i składanych do tyłu skrzydeł, są one cięższe od zwykłych Ka-52 o 1400 kg i mają gorsze osiągi. Dwa śmigłowce Ka-52 na przełomie 2016/2017 roku uczestniczyły w działaniach w Syrii, na pokładzie lotniskowca „Admirał Kuzniecow”. Nie zostały jednak do 2019 roku oficjalnie przyjęte na uzbrojenie.
Śmigłowce z rodziny Ka-52 biorą udział od 24 lutego 2022 roku w inwazji rosyjskiej na Ukrainę.

## Eksport
Pierwszym zagranicznym nabywcą Ka-52 zostały Siły Zbrojne Egiptu, które zamówiły czterdzieści sześć egzemplarzy. Pierwsze śmigłowce dostarczono w drugiej połowie 2017 roku, dostawy są w toku.

## Katastrofy śmigłowca
3 marca 2012 roku w obwodzie twerskim, około 230 kilometrów na północny zachód od Moskwy, rozbił się Ka-52 z ośrodka w Torżku (jednostka 62632-D). Zginęli obaj członkowie załogi.
29 października 2013 roku na przedmieściach Moskwy rozbił się Ka-52. Dwaj piloci pozostali w maszynie w momencie uderzenia o ziemię, w stanie ciężkim trafili do szpitala. Piloci nie zdążyli skorzystać z istniejącego w tym śmigłowcu systemu katapultowania załogi.
7 maja 2018 roku w zachodniej Syrii rozbił się Ka-52 podczas rutynowego lotu. Obaj piloci zginęli.